# Ilosaari (ö i Norra Karelen, Pielisen Karjala, lat 63,55, long 29,14)
Ilosaari är en ö i Finland. Den ligger i sjön Pielisjärvi och i kommunen Nurmes i den ekonomiska regionen  Pielinen-Karelen  och landskapet Norra Karelen, i den centrala delen av landet, 400 km nordost om huvudstaden Helsingfors. Öns area är 1,2 hektar och dess största längd är 170 meter i sydväst-nordöstlig riktning.